# Södra Skogsägarna
Södra Skogsägarna, eller bara Södra, grundades 1938 och är Sveriges största skogsägarförening med omkring 50 000 skogsägare som medlemmar. Södra är också en internationell skogsindustrikoncern med drygt 3 200 medarbetare runt om i världen. Omsättningen 2024 var 29 miljarder kronor. Södra producerar trävaror, pappers- och textilmassa och grön energi och tar vara på alla delar av trädet. Södra är en världsledande producent av massa och har även en av Europas största sågverksrörelser.
Södra Skogsägarna har sitt huvudkontor i Växjö och verksamheten är uppdelad i fyra affärsområden:
- Södra Cell
- Södra Wood
- Södra Skog
- Södra Innovation

Förutom de verksamheter som är ordnade i egna affärsområden bedriver Södra även handel med energi i form av grön el och fjärrvärme, som produceras av enheterna i affärsområdena.

## Södra Skog
Södra Skog köper in skogsråvara från medlemmarna och levererar den till Södras industri. Södra Skog utför dessutom skogliga tjänster och sköter på uppdrag medlemsskogar genom hela kretsloppet från plantering och skogsvård till slutavverkning, markberedning och återplantering. Verksamheten är lokalt förankrad i 19 geografiska verksamhetsområden och 36 skogsbruksområden.
Inom Södra Skog finns även:
- Södra Skogsenergi som hanterar biobränslen. Företaget levererar i huvudsak till värme- och kraftvärmeverk, industrier och pelletsfabriker.
- Mönsterås Hamn lastar och lossar fartyg för Södra.
- Södra Metsad och Sodra Mezs äger och förvaltar mark i Estland och Lettland.

## Södra Wood
Södra Wood omfattar produktion av sågade trävaror. Vid egna sågverk produceras sågade och hyvlade byggprodukter för högkvalitativa ändamål. Södra Wood säljer också pellets, kutterspån och andra biprodukter från vedråvaran.
Sågverken tillverkar främst konstruktionsvirke och byggprodukter i trä som används till bland annat takstolar, golvbjälklag, reglar och ytterpaneler. Mycket av virket används också till skyddande emballage i form av pallar och lådor. Produkterna är skogscertifierade och miljöcertifierade enligt PEFC och FSC. Huvudmarknaderna är Storbritannien, Sverige och Nederländerna men export sker även till USA, Japan och Mellanöstern.

## Södra Cell
Södra Cell är med sina tre massabruk i Värö, Mörrum och Mönsterås en av Europas ledande tillverkare av massa för avsalumarknaden. Cirka 80 procent av produktionen utgörs av barrmassa, resten av lövmassa. Vid bruket i Mörrum tillverkas även textilmassa. Södra är en betydande leverantör av biobränsle, grön el och fjärrvärme.
- Södra Cell Mönsterås, omkring 750 000 ton/år
- Södra Cell Mörrum, omkring 170 000 ton/år textilmassa och 300 000 ton/år pappersmassa.
- Södra Cell Värö, omkring 700 000 ton/år

## Södra Innovation
Södra Innovation leder arbetet med kommersialisering och affärsutveckling inom Södra. Affärsområdet främjar bland annat innovation inom tillväxtsatsningar, att utveckla Södras dotterbolag och att bygga nya partnerskap. Arbetet sker i nära samarbete med de tre övriga affärsområdena och fokuserar på att kommersialisera fler produkter med tydlig marknadspotential, som träkonstruktionslösningar och bioraffinaderiprodukter. En av de större satsningarna under Innovation är byggsystem i trä, där Södra investerat i produktion av korslimmat trä (KL-trä). Södras produktion av KL-trä har varit igång sedan 2019 och under 2022 står en andra fabrik uppbyggd i Värö med en årlig kapacitet på ca 100 000 kubikmeter.

## Tidigare ledning
- Björn Hyltén-Cavallius, styrelseordförande 1938–1956
- Erik von Kantzow, styrelseordförande 1956–1968
- Gösta Edström, styrelseordförande 1968–1973
- Urban Sundberg, styrelseordförande 1973–1979
- Thorsten Nilsson, styrelseordförande 1979–1984
- Archibald Dickson, styrelseordförande 1984–1992
- Lars-Eric Åström, styrelseordförande 1992–2010
- Christer Segerstéen, styrelseordförande 2010–2015
- Lena Ek, styrelseordförande 2015–2022
- Magnus Hall, styrelseordförande 2022–
- Gösta Edström, vd 1938–1968
- Göthe Malmlöw, vd 1968
- Lennart Helming, vd 1968–1970
- Kjell Kilander, t.f. vd 1970–1971
- Lennart Schotte, vd 1971–1979
- Mårten Bendz, vd 1979–1983
- Robert Nilsson, vd 1983
- Birger Johansson, t.f. vd 1983–1984
- Bernt Löf, vd 1984–1986
- Rune Brandinger, vd 1986–1992
- Bo S Hedström, vd 1993–1994
- Helge Eklund, vd 1995–1998
- Kenth Ohlsson, t.f. vd 1999
- Anders Wahrolén, vd 1999–2004
- Leif Brodén, vd 2004–2012
- Gunilla Saltin, t.f. vd 2012
- Lars Idermark, vd 2012–2020
- Peter Karlsson, t.f. vd 2020
- Lotta Lyrå, vd 2020–